# Lulu Parola
Aloysio Lopes Pereira de Carvalho, mais conhecido como Aloysio de Carvalho ou Lulu Parola (Salvador, 27 de março de 1866 —Salvador, 2 de fevereiro de 1942), foi um jornalista, político e escritor brasileiro, imortal fundador da cadeira número 2 da Academia de Letras da Bahia 

## Biografia
Foi pai de Aloysio de Carvalho, sua carreira de escritor e jornalista, começou ao lado de Xavier Marques (1861-1942), no  Jornal  de Notícias, de Carlos Morais.  Com o encerramento das atividades deste jornal, Aloysio de Carvalho passou a colaborar no vespertino  A Tarde, recém-fundado por Ernesto Simões Filho, do qual foi redator até seu falecimento.   
Foi, também, radialista, apresentando o programa Conversa Fiada, na Rádio Sociedade da Bahia.   
Foi deputado estadual da facção seabrista entre os anos de 1920 e 1924. Aloysio também foi membro fundador da Academia de Letras da Bahia, ocupando a cadeira número 2, que tem por patrono Gregório de Mattos, e sócio fundador da Associação Baiana de Imprensa.  
A produção literária de Aloísio Lopes de Carvalho, que utilizou o pseudônimo de Lulu Parola, é tema de pesquisa da doutora em Letras e Linguística pela Universidade Federal da Bahia, Alena Oliveira Freitas.   
Aloysio de Carvalho faleceu em Salvador, no dia 2 de fevereiro de 1942.   